# Rei Hijiri
Rei Hijiri est un mangaka japonais spécialisé dans le hentai. Il s'exprime en particulier dans le genre lolicon.

## Œuvres
- UNMORAL KIDs